# Cook Islands Party
Cook Islands Party ist eine nationalistische Politische Partei der Cookinseln. Sie war 1965 die erste Partei, die in den Cook Islands gegründet wurde, und ist bis heute eine von zwei führenden Parteien.
Von 1999 bis 2005 beteiligte sich die Partei teilweise an Koalitionsregierungen. In den Wahlen 2006 erreichte sie den zweiten Platz und wurde die größte Oppositionspartei. 2010 und 2014 gewann sie die Parlamentswahlen und bildet gegenwärtig die Regierung. 2018 wurde sie wieder zur zweitstärksten Kraft im Parlament. Der Parteiführer ist der ehemalige Premierminister Henry Puna.

## Geschichte
Die Cook Islands Party wurde am 15. Juni 1964 gegründet. Der Gründer war Albert Henry, ein früherer Führer der Cook Islands Progressive Association, die sich für größere Selbstbestimmung in den 1940ern eingesetzt hatte. Die Hauptziele waren damals wirtschaftliche Entwicklung, Erhaltung der Verbindungen zu Neuseeland, Schutz der traditionellen Kultur der Cookinseln und verbesserte Anerkennung der traditionellen Titel. Innerhalb eines Monats nach der Gründung sammelte die Partei mehr als 2.000 Mitglieder in Rarotonga.
Vor der Unabhängigkeit kämpfte die Partei darum, die Residenzpflicht für Kandidaten für die Legislative Assembly zu reduzieren, um Henry überhaupt die Möglichkeit zu geben anzutreten. Die Kampagne hatte jedoch keinen Erfolg und Henry wurde bei den Wahlen 1965 durch seine Schwester Marguerite Story abgelöst. Die Partei gewann eine starke Mehrheit von 14 Sitzen, die sie auch umgehend nutzte, um die Verfassung abzuändern und die Residenzpflicht zu reduzieren. Als das notwendige Gesetz im Neuseeländischen Parlament angenommen worden war, trat Story zurück. Henry wurde in den folgenden Wahlen  (1965 Te-Ao-O-Tonga by-election) gewählt und wurde der erste Premierminister der Cookinseln.
Die Partei blieb die bestimmende Kraft des nächsten Jahrzehnts, aber verlor die Macht bei den Wahlen 1978, nachdem bekannt wurde, dass sie an großangelegtem Wahlbetrug beteiligt war. Albert Henry trat als Parteiführer zurück und wurde von seinem Cousin Geoffrey Henry ersetzt. In der Folge wurde er sogar wegen Verschwörung und Veruntreuung verurteilt und verlor seinen Adelstitel.
Die Partei blieb im folgenden Jahrzehnt in der Opposition, dann kam sie zwischen 1989 und 1999 erneut an die Macht. Von 1999 bis 2005 beteiligte sie sich teilweise an Koalitionsregierungen. 1999 gewann sie 10 Sitze und 2004 neun. 2006 wurde ihr langjähriger Führer, Geoffrey Henry, durch Henry Puna abgelöst, aber Puna wurde in den Parlamentswahlen einige Monate später zusammen mit seinem Stellvertreter abgestraft. Während er Parteiführer blieb, wurde der Oppositionsführer Tom Marsters.
Am 26. September 2006 gewann die Partei bei den Wahlen 45,3 % der Stimmen und 7 von 24 Sitzen, wodurch sie die größte Oppositionspartei wurde.
Im Juli 2010, nach einem Disput über die Wahl der Kandidaten, verließ der Abgeordnete für Avatiu/Ruatonga Albert (Peto) Nicholas die Partei und gründete die Party Tumu. Die Splitterpartei erhielt Unterstützung von dem einflussreichen CIP-Unterstützer Tupui Ariki Henry, dem Sohn des Gründers und ehemaligen Premierministers Albert Henry.
Die CIP gewann die Wahlen 2010 und 2014. Henry Puna wurde daher zwei Wahlperioden lang Premierminister. Die Wahlen 2018 hatten ein „Parlament in der Schwebe“ (hung parliament) zur Folge.

## Parteivorsitzende
1. Albert Henry (1964–1979)
2. Geoffrey Henry (1979–2006)
3. Henry Puna (seit 2006)

## Wahlergebnisse
| Wahl      | Stimmen | %    | Mandate |
| --------- | ------- | ---- | ------- |
| Wahl 2018 | 3.654   | 42,3 | 10 / 24 |
| Wahl 2022 | 3.890   | 44,1 | 12 / 24 |